# Mistrzostwa Świata w Narciarstwie Klasycznym 2021
Mistrzostwa Świata w Narciarstwie Klasycznym 2021 – zawody sportowe, które odbyły się w dniach od 24 lutego do 7 marca 2021 roku w Oberstdorfie.
Do zorganizowania Mistrzostw Świata w Narciarstwie Klasycznym 2021 zgłoszono 3 kandydatury: Oberstdorf, Planica i Trondheim. W Oberstdorfie (dwukrotnie: 1987 i 2005) i Trondheim (1997) w przeszłości odbywały się już mistrzostwa świata w narciarstwie klasycznym.
Decyzja o wyborze miasta, które zorganizuje mistrzostwa, została ogłoszona 9 czerwca 2016 na Kongresie FIS w Cancún w Meksyku.
Ze względu na zawieszenie Rosji we wszelkich imprezach sportowych rangi mistrzostw świata (afera dopingowa), reprezentanci rosyjscy wystąpili pod szyldem ekipy „Rosyjskiej Federacji Narciarskiej” (Russian Ski Federation), flagą z emblematem Rosyjskiego Komitetu Olimpijskiego i skrótem RSF.
| Kandydaci  | Pierwsza runda |
| ---------- | -------------- |
| Oberstdorf | 11             |
| Trondheim  | 4              |
| Planica    | 2              |

## Zestawienie medalistów

### Biegi narciarskie
| Konkurencja                             | Data      | Złoto                                                                               | Srebro                                                                     | Brąz                                                                                   |
| Mężczyźni                               | Mężczyźni | Mężczyźni                                                                           | Mężczyźni                                                                  | Mężczyźni                                                                              |
| --------------------------------------- | --------- | ----------------------------------------------------------------------------------- | -------------------------------------------------------------------------- | -------------------------------------------------------------------------------------- |
| sprint techniką klasyczną               | 25 lutego | Johannes Høsflot Klæbo                                                              | Erik Valnes                                                                | Håvard Solås Taugbøl                                                                   |
| bieg łączony na 30 km                   | 27 lutego | Aleksandr Bolszunow                                                                 | Simen Hegstad Krüger                                                       | Hans Christer Holund                                                                   |
| sprint drużynowy techniką dowolną       | 28 lutego | Norwegia Erik Valnes · Johannes Høsflot Klæbo                                       | Finlandia Ristomatti Hakola · Joni Mäki                                    | RSF Aleksandr Bolszunow Gleb Rietiwych                                                 |
| bieg na 15 km techniką dowolną          | 3 marca   | Hans Christer Holund                                                                | Simen Hegstad Krüger                                                       | Harald Østberg Amundsen                                                                |
| sztafeta 4 × 10 km                      | 5 marca   | Norwegia Pål Golberg · Emil Iversen · Hans Christer Holund · Johannes Høsflot Klæbo | RSF Aleksiej Czerwotkin Iwan Jakimuszkin Artiom Malcew Aleksandr Bolszunow | Francja Hugo Lapalus · Maurice Manificat · Clement Parisse · Jules Lapierre            |
| bieg masowy na 50 km techniką klasyczną | 7 marca   | Emil Iversen                                                                        | Aleksandr Bolszunow                                                        | Simen Hegstad Krüger                                                                   |
| Kobiety                                 |           |                                                                                     |                                                                            |                                                                                        |
| sprint techniką klasyczną               | 25 lutego | Jonna Sundling                                                                      | Maiken Caspersen Falla                                                     | Anamarija Lampič                                                                       |
| bieg łączony na 15 km                   | 27 lutego | Therese Johaug                                                                      | Frida Karlsson                                                             | Ebba Andersson                                                                         |
| sprint drużynowy techniką dowolną       | 28 lutego | Szwecja Maja Dahlqvist · Jonna Sundling                                             | Szwajcaria Laurien van der Graaff · Nadine Fähndrich                       | Słowenia Eva Urevc · Anamarija Lampič                                                  |
| bieg na 10 km techniką dowolną          | 2 marca   | Therese Johaug                                                                      | Frida Karlsson                                                             | Ebba Andersson                                                                         |
| sztafeta 4 × 5 km                       | 4 marca   | Norwegia Tiril Udnes Weng · Heidi Weng · Therese Johaug · Helene Marie Fossesholm   | RSF Jana Kirpiczenko Julija Stupak Tatjana Sorina Natalja Niepriajewa      | Finlandia Jasmi Joensuu · Johanna Matintalo · Riitta-Liisa Roponen · Krista Pärmäkoski |
| bieg masowy na 30 km techniką klasyczną | 6 marca   | Therese Johaug                                                                      | Heidi Weng                                                                 | Frida Karlsson                                                                         |

### Kombinacja norweska
| Konkurencja                                          | Data      | Złoto                                                                               | Srebro                                                               | Brąz                                                                       |
| Mężczyźni                                            | Mężczyźni | Mężczyźni                                                                           | Mężczyźni                                                            | Mężczyźni                                                                  |
| ---------------------------------------------------- | --------- | ----------------------------------------------------------------------------------- | -------------------------------------------------------------------- | -------------------------------------------------------------------------- |
| konkurs indywidualny – skocznia HS106, bieg na 10 km | 26 lutego | Jarl Magnus Riiber                                                                  | Ilkka Herola                                                         | Jens Lurås Oftebro                                                         |
| konkurs drużynowy – skocznia HS106, bieg 4 × 5 km    | 28 lutego | Norwegia Espen Bjørnstad · Jørgen Graabak · Jens Lurås Oftebro · Jarl Magnus Riiber | Niemcy Terence Weber · Fabian Rießle · Eric Frenzel · Vinzenz Geiger | Austria Johannes Lamparter · Lukas Klapfer · Mario Seidl · Lukas Greiderer |
| konkurs indywidualny – skocznia HS137, bieg na 10 km | 4 marca   | Johannes Lamparter                                                                  | Jarl Magnus Riiber                                                   | Akito Watabe                                                               |
| sprint drużynowy – skocznia HS137, bieg 2 × 7,5 km   | 6 marca   | Austria Johannes Lamparter · Lukas Greiderer                                        | Norwegia Espen Andersen · Jarl Magnus Riiber                         | Niemcy Fabian Rießle · Eric Frenzel                                        |
| Kobiety                                              |           |                                                                                     |                                                                      |                                                                            |
| konkurs indywidualny – skocznia HS106, bieg na 5 km  | 27 lutego | Gyda Westvold Hansen                                                                | Mari Leinan Lund                                                     | Marte Leinan Lund                                                          |

### Skoki narciarskie
| Konkurencja                                | Data      | Złoto                                                                           | Srebro                                                                          | Brąz                                                                            |
| Kobiety                                    | Kobiety   | Kobiety                                                                         | Kobiety                                                                         | Kobiety                                                                         |
| ------------------------------------------ | --------- | ------------------------------------------------------------------------------- | ------------------------------------------------------------------------------- | ------------------------------------------------------------------------------- |
| konkurs indywidualny - skocznia HS106      | 25 lutego | Ema Klinec                                                                      | Maren Lundby                                                                    | Sara Takanashi                                                                  |
| konkurs drużynowy – skocznia HS106         | 26 lutego | Austria Daniela Iraschko-Stolz · Sophie Sorschag · Chiara Hölzl · Marita Kramer | Słowenia Nika Križnar · Špela Rogelj · Urša Bogataj · Ema Klinec                | Norwegia Silje Opseth · Anna Odine Strøm · Thea Minyan Bjørseth · Maren Lundby  |
| konkurs indywidualny – skocznia HS137      | 3 marca   | Maren Lundby                                                                    | Sara Takanashi                                                                  | Nika Križnar                                                                    |
| Mężczyźni                                  |           |                                                                                 |                                                                                 |                                                                                 |
| konkurs indywidualny – skocznia HS106      | 27 lutego | Piotr Żyła                                                                      | Karl Geiger                                                                     | Anže Lanišek                                                                    |
| konkurs indywidualny – skocznia HS137      | 5 marca   | Stefan Kraft                                                                    | Robert Johansson                                                                | Karl Geiger                                                                     |
| konkurs drużynowy – skocznia HS137         | 6 marca   | Niemcy Pius Paschke · Severin Freund · Markus Eisenbichler · Karl Geiger        | Austria Philipp Aschenwald · Jan Hörl · Daniel Huber · Stefan Kraft             | Polska Piotr Żyła · Andrzej Stękała · Kamil Stoch · Dawid Kubacki               |
| Drużyny mieszane                           |           |                                                                                 |                                                                                 |                                                                                 |
| konkurs drużyn mieszanych – skocznia HS106 | 28 lutego | Niemcy Katharina Althaus · Markus Eisenbichler · Anna Rupprecht · Karl Geiger   | Norwegia Silje Opseth · Robert Johansson · Maren Lundby · Halvor Egner Granerud | Austria Marita Kramer · Michael Hayböck · Daniela Iraschko-Stolz · Stefan Kraft |

## Klasyfikacja medalowa
| Mj      | Reprezentacja                 | Złoto | Srebro | Brąz | Razem |
| ------- | ----------------------------- | ----- | ------ | ---- | ----- |
| 1.      | Norwegia                      | 13    | 11     | 7    | 31    |
| 2.      | Austria                       | 4     | 1      | 2    | 7     |
| 3.      | Szwecja                       | 2     | 2      | 3    | 7     |
| 4.      | Niemcy                        | 2     | 2      | 2    | 6     |
| 5.      | Rosyjska Federacja Narciarska | 1     | 3      | 1    | 5     |
| 6.      | Słowenia                      | 1     | 1      | 4    | 6     |
| 7.      | Polska                        | 1     | 0      | 1    | 2     |
| 8.      | Finlandia                     | 0     | 2      | 1    | 3     |
| 9.      | Japonia                       | 0     | 1      | 2    | 3     |
| 10.     | Szwajcaria                    | 0     | 1      | 0    | 1     |
| 11.     | Francja                       | 0     | 0      | 1    | 1     |
| Łącznie | Łącznie                       | 24    | 24     | 24   | 72    |